# Liopropoma randalli
Liopropoma randalli là một loài cá biển thuộc chi Liopropoma trong họ Cá mú. Loài này được mô tả lần đầu tiên vào năm 2012. Loài cá này được đặt theo tên của nhà ngư học John E. Randall.

## Phân bố và môi trường sống
L. randalli có phạm vi phân bố ở Ấn Độ Dương. Loài cá này được biết đến qua 4 tiêu bản được thu thập ở phía tây nam Ấn Độ và ngoài khơi đảo Lombok ở phía đông Indonesia. L. randalli sống xung quanh các rạn san hô ở độ sâu khoảng từ 170 đến 260 m.

## Mô tả
L. randalli có chiều dài cơ thể tối đa được ghi nhận là 13,2 cm. Vây lưng dài liên tục (không lõm vào như một số loài trong chi Liopropoma); vây bụng tương đối ngắn. Cơ thể thuôn dài, có màu đỏ hồng với một dải màu đen kéo dài từ mõm, dọc theo chiều dài của thân đến chính giữa vây đuôi. Có nhiều đốm đen nhỏ rải rác khắp cơ thể và trên vây đuôi.
Số gai ở vây lưng: 8; Số tia vây mềm ở vây lưng: 12; Số gai ở vây hậu môn: 3; Số tia vây mềm ở vây hậu môn: 8; Số tia vây mềm ở vây ngực: 14 - 15; Số gai ở vây bụng: 1; Số tia vây mềm ở vây bụng: 5; Số vảy đường bên: 46 - 49; Số đốt sống: 24.